# Fra Marçal de Vilafranca
Fra Marçal de Vilafranca o Fra Marçal de Vilafranca del Penedès (Vilafranca del Penedès, 1917 - Barcelona, 20 d'agost de 1936) és el nom de religió de l'estudiant i frare de l'orde caputxí català Carles Canyes Santacana.
Fill dels Canyes Santacana, una família molt religiosa. Dels nou fills que van tenir, quatre es van fer frares. Tots ells van ser religiosos. Fra Marçal va néixer el 1917 mentre els seus pares vivien a Vilafranca. De petit, va estudiar amb les Carmelites de la Caritat i amb els religiosos de la Sagrada Família. Més endavant, va entrar al Seminari Seràfic, i començà el noviciat a Manresa. Després es desplaçà a Olot i posteriorment a Sarrià.
Quan la fraternitat dels caputxins de Sarrià es va dispersar el juliol de 1936, després que el convent fos incendiat i saquejat, ell i els seus dos germans Marc i Marcel·lià se’n van anar cap a casa dels seus pares, que aleshores vivien a prop del convent, al carrer Clos de Sant Francesc 23. Els primers dies, els tres germans Canyes encara van celebrar l'eucaristia en un oratori privat a casa d'un capellà veí. Però el 24 de juliol, quan el perill augmentava, els dos grans van preferir buscar altres amagatalls. Fra Marçal es va quedar a casa amb els pares i la germana, que es deia Teresa. La família va sofrir diversos registres, acompanyats d'interrogatoris i amenaces. Els milicians van trobar notes de fra Marc sobre la Sagrada Escriptura, i des d'aquell moment van marcar-se com a objectiu detenir-lo. Aleshores, els Canyes van decidir buscar un altre lloc on viure, on fossin menys coneguts. La seva germana Teresa va trobar un pis al carrer París 21 i van començar el trasllat, amb la intenció d'emportar-se’n també aquell capellà veí. L'agost de 1936 una patrulla els va venir a buscar de nit a casa. El cos sense vida de fra Marçal de Vilafranca, de dinou anys, va aparèixer a l'Avinguda Pearson de Pedralbes la nit del 20 d'agost. Els seus familiars van poder reconèixer la fotografia al Dipòsit Judicial de l'Hospital Clínic.
El 2015 es va celebrar a la Catedral de Barcelona l'acte de beatificació de Fra Marçal de Vilafranca i de vint-i-cinc companys més, frares màrtirs morts entre 1936 i 1937, durant la Guerra Civil Espanyola. La celebració fou presidida pel prefecte de la Congregació per a les Causes dels Sants, el cardenal Angelo Amato, i fou concelebrada pel cardenal de Barcelona Lluís Martínez Sistach, el vicari general i ministre de l'Orde dels Frares Menors Caputxins, fra Mauro Jöhri, juntament amb bisbes catalans, religiosos i preveres.